# Sakda Kaewbuadee
Sakda Kaewbuadee (thaï : ศักดา แก้วบัวดี), surnommé Tong, né le 25 décembre 1978 à Kanchanaburi, est un acteur thaïlandais.

## Biographie
Sakda Kaewbuadee est fils de paysans de Kanchanaburi. Il quitte sa province à quinze ans, en 1993 pour aller à Bangkok. Il y effectue plusieurs emplois précaires à temps partiels pour survivre.[réf. nécessaire]
En 1997, il s'engage pour un an dans l'armée. Il est ordonné bonze à Patumtani.[réf. nécessaire] Il retourne ensuite à Bangkok et travaille dans une société de communication. C'est à cette époque, en 2003, que « Jo » Apichatpong Weerasethakul l'aborde dans la rue et lui propose de jouer l'un des deux rôles principaux, Tong le garçon de la campagne, dans son prochain film, Tropical Malady 2004. Sakda se souvient : « J'ai éclaté de rire. Je trouvais ça absurde. Pour moi, mon visage était trop bizarre, trop irrégulier pour apparaître sur un écran. Mais avant de voir Blissfully Yours, je ne savais même pas qu'on pouvait faire des films comme ceux de Jo. »

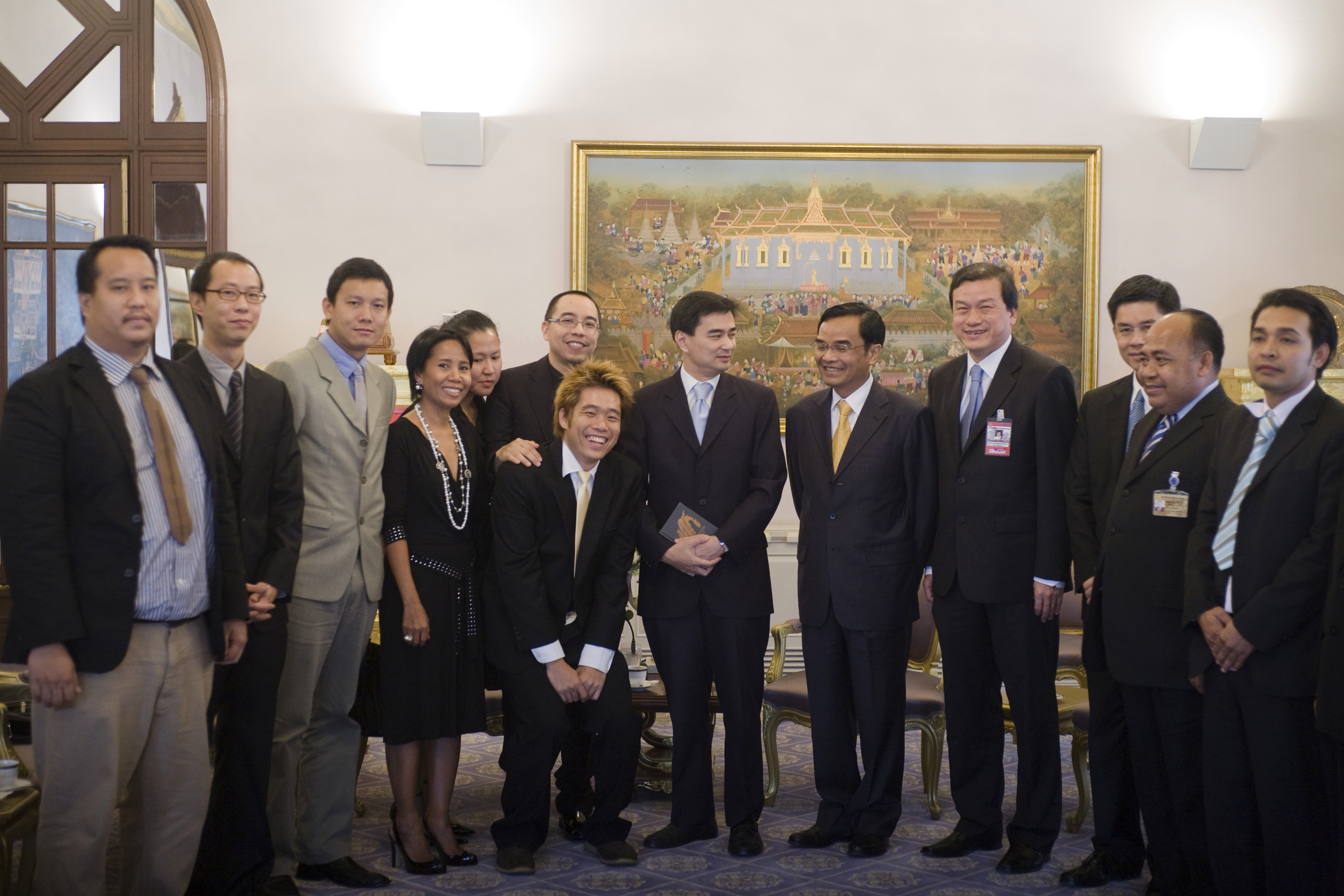
À gauche de Wallapa Mongkolprasert (la dame aux colliers), Sakda Kaewbuadee ; à droite de Mongkolprasert, Apichatpong Weerasethakul (l'homme aux lunettes) et en dessous Krissakorn Thinthupthai. Ils sont reçus en juin 2010 par le premier ministre Aphisit Wetchachiwa à la suite de l'obtention de la palme d'or à Cannes de Oncle Boonmee.

Dès lors, Sakda Kaewbuadee joue un rôle secondaire dans presque tous les longs métrages d'Apichatpong : bonze dans Syndromes and a Century (2006) ; Tong dans Oncle Boonmee (2010) et Tong dans Cemetery of Splendour (2015).
Il est attaché aux idéaux de démocratie et de respect du vote des citoyens, à la liberté de penser. Depuis 2017, il milite pour la défense des demandeurs d'asile (le statut de réfugié politique n'existe pas en Thaïlande) et des réfugiés urbains,.

## Filmographie
- 2004 : Tropical Malady[9]
- 2005 : Ghost of Asia (court métrage)
- 2006 : Syndromes and a Century[10]
- 2007 : My Mother's garden (court métrage)
- 2007 : L'État du monde (Luminous People
- 2008 : Deep in the Jungle (ปาฏิหาริย์รักต่างพันธุ์)
- 2009 : Death Happen (6-66 ตายไม่ได้ตาย)
- 2010 : Oncle Boonmee, celui qui se souvient de ses vies antérieures[11]
- 2011 : 69 (court métrage)
- 2012 : Mekong Hotel
- 2015 : La terre penche de Christelle Lheureux (moyen métrage)[12]
- 2015 : Cemetery of Splendour[13]
- 2018 : 10 years Thailand